# Uleiorchis
Uleiorchis is een geslacht van tropische orchideeën uit de onderfamilie Epidendroideae.
Het zijn kleine, bladgroenloze, epiparasitische orchideeën, afkomstig uit Brazilië en Venezuela.

## Naamgeving en etymologie
Uleiorchis is vernoemd naar de botanicus Ule Ernest die de typesoort ontdekt heeft.

## Kenmerken
De plant bezit een lange, verdikte ondergrondse rizoom waaruit een bleke bloemstengel met sterk gereduceerde, bladgroenloze bladeren. De bloeiwijze is een eindstandige ijle tros met enkele kleine bloemen.
De kelkbladen en kroonbladen zijn samengegroeid tot een klokvormige bloembuis met teruggeslagen, driehoekige toppen. De bloemlip is losstaand, met golvende rand, breder dan de andere bloembladen. Ze is aan de basis verbonden met het gynostemium. Die draagt aan het uiteinde twee aanhangsels (stelidia) en een stevige meeldraad in een hoek ten opzichte van de as van het gynostemium.

## Habitat en verspreiding
Uleiorchis-soorten groeien op humusrijke bodem van schaduwrijke, vochtige regenwouden in de staat Santa Catarina (Brazilië) en in Venezuela.

## Soorten
Het geslacht omvat 2 soorten. De typesoort is Uleiorchis ulei.
- Uleiorchis liesneri Carnevali & I.Ramírez (1993)
- Uleiorchis ulei (Cogn.) Handro (1958)